# 宗吾參道站
宗吾參道站（日语：／ Sōgosandō eki */?）是位於日本千葉縣印旛郡酒酒井町下岩橋，屬於京成電鐵本線的鐵路車站。車站編號是KS38。

## 年表
- 1928年（昭和3年）4月1日 - 車站啟用，當時稱為宗吾站。車站位於宗吾隧道入口前。
- 1951年（昭和26年）7月1日 - 車站改稱為宗吾參道站。
- 1982年（昭和57年）1月24日 - 車站搬至現時車站所在之位置[2]。

## 車站構造
本站是月台2面（島式1面、單式1面）3線的地面車站，站房為跨站式站房（京成成田站管理）。
京成酒酒井側有車輛管理所（宗吾檢車區、宗吾工場），因此有許多本站起訖的班次。另外，2010年7月17日成田Sky Access通車以後，本站往京急線、羽田機場方向的快速列車只剩始發列車一班。雖然本站自2006年12月10日改點起成為特急停靠站，但至今仍沒有以本站起訖的特急列車。
由於設有車輛基地，月台旁有一條回送用的線路。
| 月台 | 路線     | 方向 | 目的地                                     |
| ---- | -------- | ---- | ------------------------------------------ |
| 1、2 | 京成本線 | 下行 | 日暮里、上野、押上、 淺草線、 京急本線方向 |
| 3    | 京成本線 | 上行 | 成田機場、東成田方向                       |

## 使用情況
2016年度一日平均上下車人次為2,661人，是京成線內69個車站當中排行第63位。
近年上一日平均上車人次推移如下表。
| 年度               | 1日平均 上下車人次 | 1日平均 上車人次 |
| ------------------ | ------------------ | ---------------- |
| 1998年（平成10年） |                    | 1,735            |
| 1999年（平成11年） |                    | 1,814            |
| 2000年（平成12年） |                    | 1,787            |
| 2001年（平成13年） |                    | 1,794            |
| 2002年（平成14年） |                    | 1,671            |
| 2003年（平成15年） | 3,100              | 1,512            |
| 2004年（平成16年） | 3,080              | 1,527            |
| 2005年（平成17年） | 2,987              | 1,479            |
| 2006年（平成18年） | 2,877              | 1,427            |
| 2007年（平成19年） | 2,583              | 1,287            |
| 2008年（平成20年） | 2,562              | 1,282            |
| 2009年（平成21年） | 2,584              | 1,296            |
| 2010年（平成22年） | 2,632              | 1,324            |
| 2011年（平成23年） | 2,583              | 1,297            |
| 2012年（平成24年） | 2,583              | 1,304            |
| 2013年（平成25年） | 2,536              | 1,275            |
| 2014年（平成26年） | 2,582              |                  |
| 2015年（平成27年） | 2,711              |                  |
| 2016年（平成28年） | 2,661              |                  |

## 車站周邊
站前沒有交通圓環。周邊與住宅與田地為主。
- 宗吾靈堂（日语：東勝寺 (成田市)） - 義民佐倉宗吾（日语：佐倉惣五郎）（木內惣五郎）之墓。
- 宗吾郵便局
- 私立鎌形學園（日语：学校法人鎌形学園）東京學館高等學校（日语：東京学館高等学校）
- 京成電鐵研修所 - 社員研修所、電車司機養成。
- 宗吾車輛基地

## 圖片

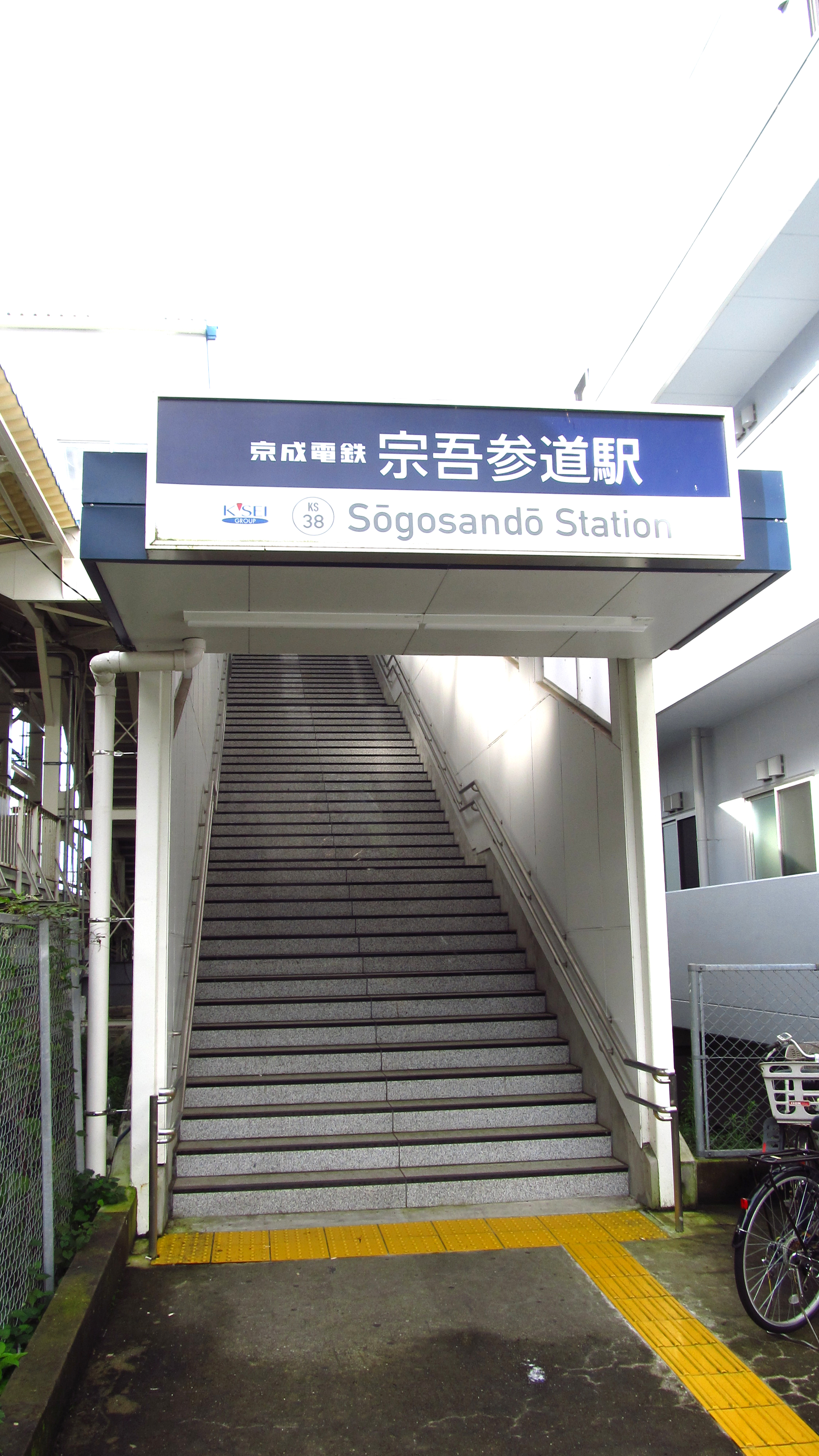
西口外觀
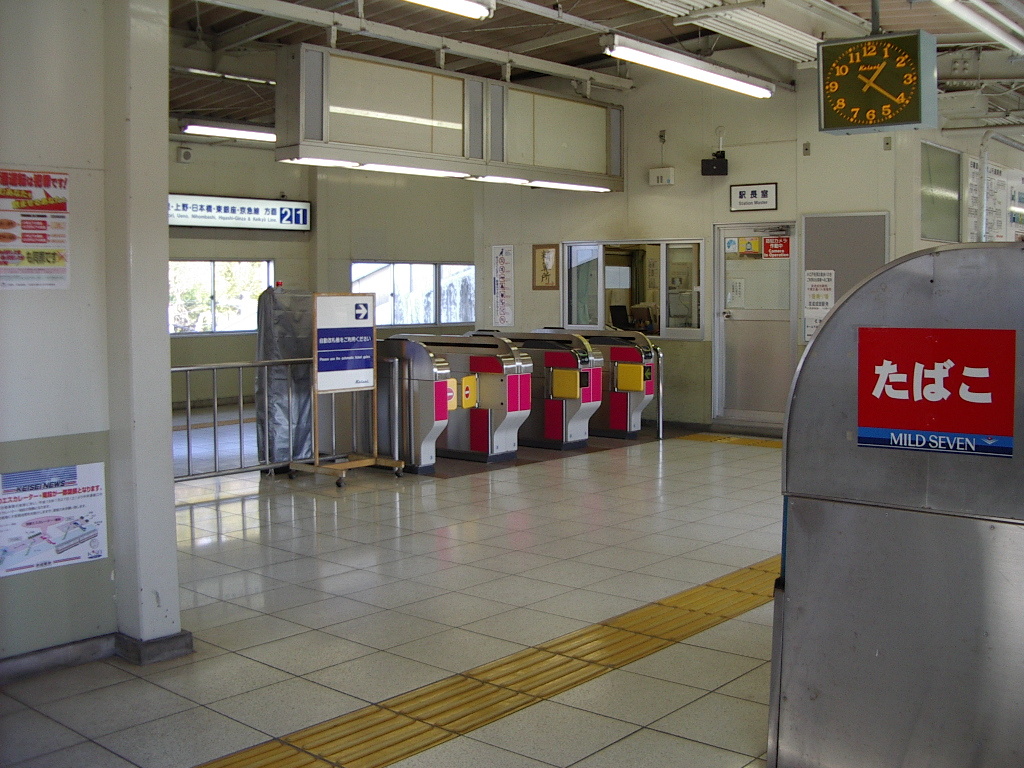
剪票口周邊
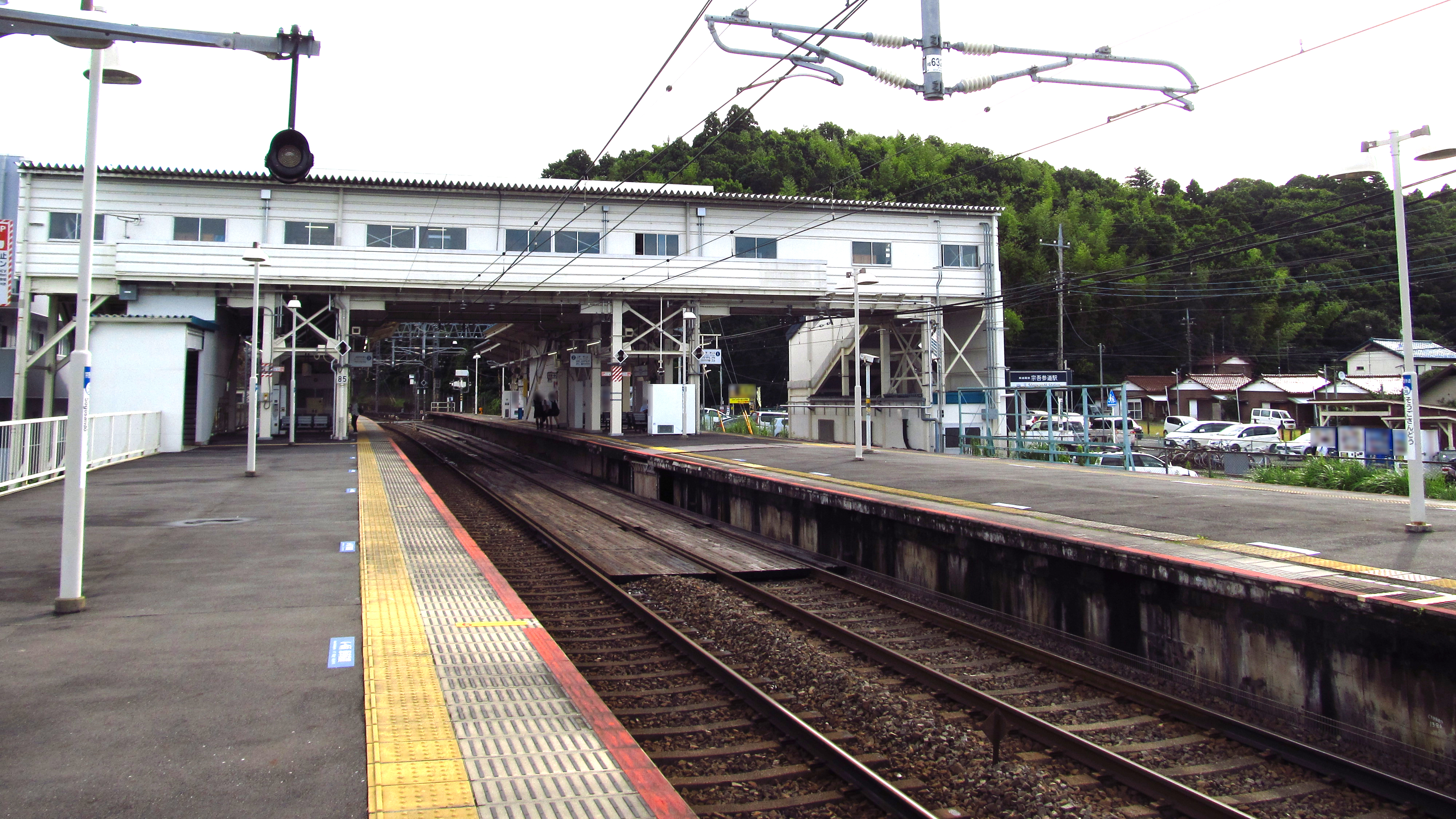
月台

## 相鄰車站
京成電鐵
 本線
■快速特急
通過
■特急、■通勤特急、■快速、■普通
京成酒酒井（KS37）－宗吾參道（KS38）－公津之杜（KS39）

## 外部連結
- 宗吾參道｜電車與車站資訊｜京成電鐵
- 宗吾參道站PDF - 京成電鐵